# Фаворов, Денис Владимирович
Дени́с Влади́мирович Фаво́ров (укр. Денис Володимирович Фаворов; 1 апреля 1991, Киев) — украинский футболист, защитник клуба «Котвица». В 2016—2020 годах на протяжении 4,5 лет выступал за черниговскую «Десну», в которой с 2018 года был капитаном. «Десна» при его участии выиграла серебряные и бронзовые медали Первой лиги, добилась повышения в классе и выхода в Лигу Европы. В сезоне 2017/18 признан ПФЛ лучшим футболистом Первой лиги, по итогам 2020 года — лучшим украинским футболистом по версии сайта газеты «Украинский футбол». Выделяется очень высокой, как для защитника, результативностью, в частности в одном из матчей отличился 4 забитыми мячами.

## Биография
Воспитанник киевского «Динамо». Также на уровне ДЮФЛ выступал за «Отрадный» и «Арсенал». С 2008 по 2013 годы был игроком дублирующего состава киевского «Арсенала». Сезон 2011/12 провёл в аренде в составе клуба Второй лиги «Славутич» (Черкассы). В 2013 году выступал в Первой лиге за «Полтаву». Зимой 2014 года вернулся в Черкассы. В сезоне 2013/14 «Славутич», выступая в Второй лиге, вышел в 1/2 финала Кубка Украины, где был остановлен «Шахтёром». В сезоне 2014/15 команда, сменившая название на «Черкасский Днепр», была среди лидеров лиги, выиграв в итоге золотые медали и право на повышение в классе, однако Фаворов отыграл за неё только летне-осеннюю часть чемпионата. В феврале 2015 года пополнил состав «Полтавы», в которой стал ведущим игроком и лидером коллектива.
В марте 2016 года стал игроком черниговской «Десны», подписав контракт на 1,5 года. В Чернигове в скором времени стал одним из лидеров команды. Весной 2016 года был игроком основного состава, выступал на позициях центрального полузащитника и правого защитника. Сыграл решающую роль в победе над одним из лидеров Первой лиги, «Черкасским Днепром», забив 2 гола в ворота своей бывшей команды.
В первой половине сезона 2016/17 был окончательно переведён на правый фланг защиты. По итогам первого полугодия, которое «Десна» завершила на 3-м месте, признан лучшим правым защитником Первой лиги. Сайтами Sportarena.com, football.ua и Спорт-Экспресс в Украине включался в символические сборные первой части сезона. Весной 2017 года вновь был одним из лучших в составе команды — в частности, Фаворов забил гол в ворота главного соперника «Десны» в сезоне, ровненского «Вереса». Включён в символическую сборную сезона Первой лиги как лучший правый защитник. Успешно выступив весной (10 побед и 3 ничьи), команда за тур до окончания чемпионата обеспечила себе серебряные награды Первой лиги и место в Премьер-лиге. Тем не менее, следующий сезон «Десна» начала в Первой лиге, так как не была допущена к повышению в классе Федерацией футбола Украины. Ровненский «Верес», занявший место «Десны» в элитном дивизионе, предлагал футболисту контракт, но получил отказ. 13 июля 2017 года Фаворов подписал с «Десной» новый контракт сроком на 3 года.
В начале нового сезона продемонстрировал высокую результативность, за три матча отличившись в воротах соперников 4 раза. В выездном матче с «Николаевом», в котором «Десна» выиграла с результатом 8:1, записал на свой счёт редкое достижение — играя справа в защите, забил 4 гола в одной игре. К началу второго тайма Фаворов оформил хет-трик, после чего реализовал пенальти. Всего на тот момент в его активе было 9 голов и 4 голевые передачи в 15-ти матчах Первой лиги. Ещё один мяч он забил в Кубке Украины. В своей команде Денис был самым результативным игроком, в лиге — вторым в списке лучших бомбардиров и лучших игроков по системе «гол + пас». Игра Фаворова на протяжении сезона свидетельствовала о том, что его класс превосходит уровень Первой лиги.
В следующей игре Фаворов в борьбе с футболистом команды соперника получил сотрясение мозга и до конца года на поле уже не выходил, пропустив в общей сложности 7 матчей, в том числе поединок 1/4 финала Кубка Украины с киевским «Динамо». По данным аналитической компании InStat, по итогам первой части сезона Фаворов стал лучшим игроком Первой лиги. Он занял 2-е место по системе «гол + пас», 4-е — по количеству забитых мячей и участию в голевых атаках, 10-е — по ключевым передачам. При этом, в отличие от лучшего бомбардира Александра Акименко, который больше половины голов забил с пенальти, Фаворов с 11-метровой отметки отличился лишь раз. В опросе на лучшего игрока первого полугодия, в котором приняли участие главные тренеры команд Первой лиги, Денис занял 2-е место.
В большинстве матчей весенней части сезона 2017/18 Денис Фаворов выводил команду на поле с капитанской повязкой. Открыл счёт в гостевом матче предпоследнего тура с «Ингульцом», победа над которым позволила обойти конкурента в турнирной таблице и выйти в зону плей-офф. Заняв итоговое 3-е место, команда получила право разыграть место в элитном дивизионе с 10-й командой Премьер-лиги, кропивницкой «Звездой». Первая встреча, которая состоялась на выезде, завершилась вничью — по ходу матча «Десна» выигрывала, однако сопернику удалось сравнять счёт вследствие неудачных действий Фаворова, который в попытке заблокировать удар отправил мяч в свои ворота. В ответном матче Фаворов открыл счёт на 38-й минуте, положив начало победе «Десны» со счётом 4:0. Выиграв плей-офф, «Десна» оформила выход в Премьер-лигу. Денис Фаворов с 15-ю голами во всех турнирах стал лучшим бомбардиром команды. Профессиональная футбольная лига Украины признала его лучшим игроком сезона.

## Стиль игры
Играя в защите, часто подключается к атакам и отличается высокой, как для защитника, результативностью. Хорошо играет головой. По словам спортивного журналиста Артура Валерко, как защитника, Фаворова «отличает жёсткая, агрессивная манера. Он хорош в подключениях к атакам, эффективен при стандартах».

## Семья
Младший брат Артём — также профессиональный футболист

## Достижения

### Командные
«Черкасский Днепр»
- Полуфиналист Кубка Украины: 2013/14.
- Победитель Второй лиги: 2014/15

«Десна»
- Серебряный призёр Первой лиги: 2016/17.
- Бронзовый призёр Первой лиги: 2017/18.

«Заря»
- Бронзовый призёр чемпионата Украины: 2020/21
- Финалист Кубка Украины: 2020/21

### Личные
- Лучший украинский футболист года по версии сайта газеты «Украинский футбол»: 2020[29]
- Лучший футболист полугодия в украинской лиге по версии сайта газеты «Украинский футбол»: 1-е полугодие 2020[30]
- Лучший футболист Первой лиги: 2017/18

## Статистика
(откорректировано по состоянию на 2 октября 2020 года)
| Клуб                        | Сезон                       | Лига | Лига | Кубок | Кубок | Прочие | Прочие | Итого | Итого |
| Клуб                        | Сезон                       | Игры | Голы | Игры  | Голы  | Игры   | Голы   | Игры  | Голы  |
| --------------------------- | --------------------------- | ---- | ---- | ----- | ----- | ------ | ------ | ----- | ----- |
| Арсенал                     | 2008/09                     | 0    | 0    | 0     | 0     | −      | −      | 0     | 0     |
| Арсенал                     | 2009/10                     | 0    | 0    | 0     | 0     | −      | −      | 0     | 0     |
| Арсенал                     | 2010/11                     | 0    | 0    | 0     | 0     | −      | −      | 0     | 0     |
| Арсенал                     | Итого                       | 0    | 0    | 0     | 0     | 0      | 0      | 0     | 0     |
| Славутич                    | 2011/12                     | 22   | 1    | 2     | 0     | −      | −      | 24    | 1     |
| Славутич                    | Итого                       | 22   | 1    | 2     | 0     | 0      | 0      | 24    | 1     |
| Арсенал                     | 2012/13                     | 0    | 0    | 0     | 0     | −      | −      | 0     | 0     |
| Арсенал                     | Итого                       | 0    | 0    | 0     | 0     | 0      | 0      | 0     | 0     |
| Полтава                     | 2013/14                     | 11   | 0    | 2     | 1     | −      | −      | 13    | 1     |
| Полтава                     | Итого                       | 11   | 0    | 2     | 1     | 0      | 0      | 13    | 1     |
| Черкасский Днепр            | 2013/14                     | 8    | 2    | 1     | 0     | −      | −      | 9     | 2     |
| Черкасский Днепр            | 2014/15                     | 15   | 1    | 2     | 0     | −      | −      | 17    | 1     |
| Черкасский Днепр            | Итого                       | 23   | 3    | 3     | 0     | 0      | 0      | 26    | 3     |
| Всего за «Черкасский Днепр» | Всего за «Черкасский Днепр» | 45   | 4    | 5     | 0     | 0      | 0      | 50    | 4     |
| Полтава                     | 2014/15                     | 6    | 2    | 0     | 0     | −      | −      | 6     | 2     |
| Полтава                     | 2015/16                     | 17   | 4    | 0     | 0     | −      | −      | 17    | 4     |
| Полтава                     | Итого                       | 23   | 6    | 0     | 0     | 0      | 0      | 23    | 6     |
| Всего за «Полтаву»          | Всего за «Полтаву»          | 34   | 6    | 2     | 1     | 0      | 0      | 36    | 7     |
| Десна                       |                             |      |      |       |       |        |        |       |       |
| 2015/16                     | 11                          | 3    | 0    | 0     | −     | −      | 11     | 3     |       |
| 2016/17                     | 30                          | 5    | 3    | 1     | −     | −      | 33     | 6     |       |
| 2017/18                     | 25                          | 13   | 2    | 1     | 2     | 1      | 29     | 15    |       |
| 2018/19                     | 31                          | 7    | 2    | 1     | −     | −      | 33     | 8     |       |
| 2019/20                     | 31                          | 8    | 2    | 0     | −     | −      | 33     | 8     |       |
| Итого                       | 128                         | 36   | 9    | 3     | 2     | 1      | 139    | 40    |       |
| Заря                        |                             |      |      |       |       |        |        |       |       |
| 2020/21                     | 4                           | 1    | 0    | 0     | −     | −      | 4      | 1     |       |
| Итого                       | 4                           | 1    | 0    | 0     | 0     | 0      | 4      | 1     |       |
| Всего за карьеру            | Всего за карьеру            | 211  | 47   | 16    | 4     | 2      | 1      | 229   | 52    |

Источники:
- Статистика — Профиль на сайте FootballFacts.ru